# Czesław Chmielewski (działacz niepodległościowy)
Czesław Chmielewski ps. Rafał (ur. 11 lipca 1894 w Warszawie, zm. 21 sierpnia 1924 tamże) – kapitan piechoty Wojska Polskiego, kawaler Orderu Virtuti Militari.

## Życiorys
Urodził się 11 lipca 1894 w Warszawie, w rodzinie Franciszka, powstańca styczniowego, dozorcy więziennego, i Matyldy z Niewińskich . Już będąc uczniem Gimnazjum Wojciecha Górskiego w Warszawie brał czynny udział w organizacjach niepodległościowych, należał do Organizacji Młodzieży Narodowej, a następnie Organizacji Młodzieży Niepodległościowej „Zarzewie”, przez pewien czas był kierownikiem tej organizacji w szkole. Należał również do tajnego harcerstwa.
W 1914 roku wstąpił do Związku Walki Czynnej i w lipcu tego roku przeszedł kurs strzelecki w Krakowie, po którym został przydzielony do 4 plutonu Pierwszej Kompanii Kadrowej. Uczestniczył we wszystkich walkach i marszach 1 pułku piechoty, potem I Brygady Legionów Polskich, aż do sierpnia 1916 roku. Był dwukrotnie ranny (w bitwie pod Łowczówkiem (w grudniu 1914 roku) i w bitwie pod Konarami (w maju 1915 roku)). Następnie przeszedł do kawalerii, a potem do pracy w POW. Był komendantem POW obwodu kolneńskiego w Okręgu Łomżyńskim. Został aresztowany przez Niemców w lipcu 1917 roku i przebywał w obozach jenieckich w Czersku, Lichtenchorst i w Holzemünden. Zachorowawszy na gruźlicę został zwolniony w 1918 roku. Wrócił do Warszawy, gdzie brał udział w rozbrajaniu Niemców w listopadzie tego roku.
W listopadzie 1918 został przyjęty do Wojska Polskiego . Służył w Departamencie Gospodarczym Ministerstwa Spraw Wojskowych, w stopniu sierżanta . Z dniem 1 października 1919 został mianowany podporucznikiem, a następnie przeniesiony do rezerwy . Podjął studia na Wydziale Prawa Uniwersytetu Warszawskiego i pracował jako sekretarz sądu w Łukowie . W 1920 został powołany do czynnej służby . W czasie wojny z bolszewikami walczył w szeregach 64 Pułku Piechoty .
Zmarł 21 sierpnia 1924 w Warszawie na gruźlicę.

## Ordery i odznaczenia
- Krzyż Srebrny Orderu Wojskowego Virtuti Militari nr 7123 – 17 maja 1922[4][5][3]
- Krzyż Niepodległości – pośmiertnie 19 grudnia 1933 za pracę w dziele odzyskania niepodległości[6]
- Odznaka Pamiątkowa „Pierwszej Kadrowej”[7]